# Ehretia rigida
Ehretia rigida là loài thực vật có hoa trong họ Ehretiaceae. Loài này được (Thunb.) Druce mô tả khoa học đầu tiên năm 1916 publ. 1917.